# Liste der Monuments historiques in Aouste
Die Liste der Monuments historiques in Aouste führt die Monuments historiques in der französischen Gemeinde Aouste auf.

## Liste der Immobilien
| Bezeichnung    | Beschreibung                                    | Standort              | Kennzeichnung | Schutzstatus | Datum | Bild           |
| -------------- | ----------------------------------------------- | --------------------- | ------------- | ------------ | ----- | -------------- |
| Kirche St-Rémi | Wehrkirche, 15. Jahrhundert und 17. Jahrhundert | Rue du Château (Lage) | PA00078332    | Classé       | 1922  | weitere Bilder |